# 代红艳
代红艳（1974年6月—），河南驻马店市西平县二郎乡人，中华人民共和国企业家。

## 生平
2015年3月，代红艳返乡创业，在西平县五沟营镇王阁村成立了西平县海蓝牧业有限责任公司，流转五沟营镇王阁村、常湾村土地3000余亩，建设“云养殖”项目及“供港蔬菜基地”项目。在该项目助力下，通过金融扶贫和到户增收等方式帮扶带动五沟营镇17个行政村482户贫困户1085人和师灵镇7贫困村226户贫困户545人。2017年，代红艳当选为驻马店市第四届人大代表。
因在脱贫攻坚战中作出突出贡献，2021年2月25日全国脱贫攻坚总结表彰大会上，代红艳被授予“全国脱贫攻坚先进个人”。